# Sremski Karlovci
Sremski Karlovci (cirílico sérvio: Сремски Карловци, pronunciado [srêːmskiː kâːrloːʋt͡si]; húngaro: Karlóca; turco: Karlofça) é uma cidade e município localizado no distrito de Bačka do Sul da província autônoma de Vojvodina, Sérvia. Situa-se nas margens do Danúbio, a 8 km (5 milhas) de Novi Sad. De acordo com os resultados do censo de 2011, tem uma população de 8.750 habitantes. A cidade tem sido tradicionalmente conhecida como a sede da Igreja Ortodoxa Sérvia na Monarquia dos Habsburgos. Foi a capital política e cultural da Vojvodina sérvia após a Assembleia de Maio e durante a Revolução de 1848.

## Cidade gêmeas
- Briquebec, França
- Aime, França
- Tivat, Montenegro (2007)
- Novocherkassk, Rússia
- Sergiev Posad, Rússia
- Bataysk, Rússia
- Bardejov, Eslováquia